# Biscoito de arroz

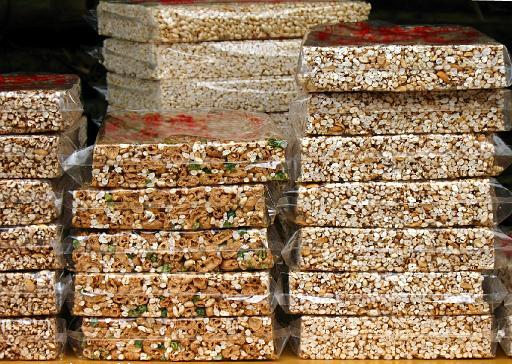
Biscoito de arroz tufados.

O biscoito de arroz é uma receita, doce e salgada, feita a partir de arroz tufado. É geralmente consumido como um aperitivo saudável, com variantes feitas a partir de arroz integral. Existem versões aromatizadas com queijo cheddar, manteiga e cobertas com chocolate ou manteiga de amendoim.
Às vezes, eles são usados para fazer sanduíches, especialmente em dietas como substitutos do pão (que tem mais calorias). Nesse caso, eles geralmente são espalhados com manteiga de amendoim, geléia ou queijo para barrar.

## Wor Bar
Tradicionalmente,  Wor Bar  (Guo Ba  em  mandarim, 'panela queimada') refere-se ao arroz tostado levemente grudado no fundo das panelas de barro argila]], e que, após caramelização, eles acabam formando um único bloco. Pode ser mergulhado em chá ou servido como parte de uma refeição, mergulhando-o em molho de carne.